# Association chinoise de weiqi
L’Association chinoise de go ou association chinoise de weiqi ((zh)中国围棋协会, pinyin Zhōngguó Weíqí Xíehuì) est l'organisation majeure de jeu de go en Chine et une branche de la Zhongguo Qiyuan.
Elle est chargée du développement du jeu de go en Chine tant dans le milieu amateur que professionnel, en fonctionnant d'une manière similaire à la Nihon Ki-in ou encore la Hanguk Kiwon. 
L'association telle qu'elle existe dans la forme actuelle date de 1973.

## Historique
Même si le jeu de go a été créé en Chine il y a plus de 2000 ans, le monde du go a été dominé jusqu'à la fin du XXe siècle par les joueurs japonais.
En 1960, le Ministre chinois des Affaires étrangères, Chen Yi, un joueur de go fanatique - il emportait un jeu de go avec lui durant des campagnes militaires -, s'est arrangé pour amener en séjour en Chine cinq joueurs professionnels japonais. Le gouvernement en place a reconnu ensuite le jeu de go en tant que sport national et a établi des instituts de go à Pékin et Shanghai. Malgré cela, l'équipe japonaise a remporté 32 de ses 35 parties. Lors des échanges annuels nommés "Super Go" qui ont suivi, l'équipe de Chine s'est grandement améliorée et des jeunes joueurs sont apparus dans l'équipe, montrant l'augmentation de la popularité du jeu de go en Chine.
Les échanges ont été interrompus par la Révolution culturelle mais ont été rétablis à partir de 1972. L'année suivante, l'association chinoise de go, telle qu'elle existe encore maintenant, a été créée.
En 1979, le joueur chinois Nie Weiping avait un niveau assez élevé pour remporter le premier Championnat du monde de go, permettant ainsi de faire vaciller la suprématie des joueurs de go japonais. Dans les années 1980, le niveau des joueurs chinois a permis de graduellement prendre le dessus jusqu'à dominer de manière internationale dans cette discipline, jusqu'à l'avènement des joueurs coréens de la Hanguk Kiwon dans les années 1990.
En 1999, le premier championnat chinois de go est créé. Il oppose douze clubs professionnels de go chinois en une série de vingt-deux rencontres.